# Silvo Torkar
Silvo Torkar [sílvo tòrkar], slovenski jezikoslovec, leksikograf, imenoslovec, jezikovni zgodovinar, prevajalec * 1. oktober 1954, Jesenice.
Torkar je od leta 1990 redno zaposlen na Inštitutu za slovenski jezik Frana Ramovša ZRC SAZU, posveča pa se problemom slovenskega in slovanskega diahronega imenoslovja in vprašanjem zgodovinskega domoznanstva Baške doline in Tolminske. Leta 2004 je na oddelku za slovanske jezike in književnosti ljubljanske filozofske fakultete magistriral z nalogo Zgodovinska antroponimija vzhodne Tolminske, 2011. pa je prav tam oddal doktorsko disertacijo Tvorba slovenskih zemljepisnih imen iz slovanskih antroponimov: identifikacija, rekonstrukcija in standardizacija.
V znanstvenih člankih je pisal o flektivni derivaciji v slovenskih krajevnih imenih (jezikovnozgodovinski vidik), slovenskih zemljepisnih imenih, nastalih iz slovanskih antroponimov, toponimu Preserje in slovansko-romansko prepletanju pripon -jane in -anum, nastanku in pomenu nekaterih zemljepisnih imen v Baški dolini in o slovenskih priimkih.
V letih 2000-2002 je sodeloval v mednarodnem projektu Enciklopedija slovanske onomastike (Varšava-Krakov). Od leta 2003 je član komisije za onomastiko pri mednarodnem slavističnem komiteju. Kot sourednik je sodeloval pri tematski številki revije Kronika, posvečene Tolminski (1994), onomastični monografiji P. Merkuja Krajevno imenoslovje na slovenskem zahodu (2006), domoznanskem Baškem zborniku (2006) in jezikoslovnem Merkujevem zborniku (2007).
Leta 1978 je na oddelku za slovanske jezike in književnosti ljubljanske filozofske fakultete diplomiral iz ruščine in književnosti in iz sociologije. V študijskem letu 1984/85 je kot štipendist Zamtesa na Državni univerzi v Tbilisiju (Tbilisi State University) študiral gruzinski jezik, literaturo in kulturo, leta 1990 pa se je prav tam udeležil še poldrugi mesec trajajočega tečaja gruzinskega jezika, literature in kulture. Leta 1997 se je prek programa Ceepus mesec dni izpopolnjeval na Inštitutu za poljski jezik v Krakovu, v letih 2001 do 2003 pa je bil strokovni tajnik 13. mednarodnega slavističnega kongresa (Ljubljana 2003).
Prevajal je iz ruščine, tudi gruzinske avtorje.

## Vir
- Osebna spletna stran na Inštitutu